# Östliche Vorstadt
Östliche Vorstadt, Bremen-Östliche Vorstadt — dzielnica miasta Brema w Niemczech, w okręgu administracyjnym Ost, w kraju związkowym Brema. 
Dzielnica graniczy od wschodniej strony z centrum miasta, na prawym brzegu Wezery.
Znajduje się tutaj stadion klubu piłkarskiego Werder Brema - Weserstadion.